# Synagoga na Starym Cmentarzu Żydowskim w Rydze
Synagoga na Starym Cmentarzu Żydowskim w Rydze (ros. Синагога на Старом еврейском кладбище в Риге) – nieistniejąca bóżnica żydowska położona w Rydze na Łotwie, w dzielnicy Moskiewskie Przedmieście. 
Została zaprojektowana w stylu neoromańskim przez ryskiego architekta Paula Mandelsztama, a jej budowę rozpoczęto w 1903 roku. Przez cały okres do I wojny światowej i dwudziestolecie międzywojenne odbywały się tu nabożeństwa poprzedzające rytualny pochówek. 4 lipca 1941 roku budynek został spalony, a po II wojnie światowej jego ruiny usunięto. Obecnie w tym miejscu znajduje się kamień pamiątkowy.